# Soandres
Soandres (llamada oficialmente San Pedro de Soandres) es una parroquia del municipio de Laracha, en la provincia de La Coruña, Galicia, España.

## Entidades de población
Entidades de población que forman parte de la parroquia:
- A Cachada
- A Revolta
- A Revoltiña
- A Torre
- Abeleira de Bocija (A Abeleira de Bocixa)
- Abeleira de Boimir (A Abeleira de Boimir)
- Armada Bella (A Armada Vella)
- Armada Nova (A Armada Nova)
- As Senras
- Bayuca (A Baiuca)
- Bocija (Bocixa)
- Boimir
- Borreiros
- Bouza (A Bouza)
- Brea (A Brea)
- Campo (O Campo de Trixezo)
- Castiñeira (A Castiñeira)
- Cerqueira (A Cerqueira)
- Codesiño
- Compañeiro
- Condes
- Condesuso
- Convento
- Corgo (O Corgo)
- Crujeira (A Curuxeira)
- Crujido (Curuxido)
- Currelos
- Curros
- Encián
- Ferradura (A Ferradura)
- Fraga (A Fraga)
- Golán
- Insuaboa
- La Cruz (A Cruz)
- Loureiro de Bocija (O Loureiro de Bocixa)
- Loureiro de Borreiros (O Loureiro de Borreiros)
- Mantiñán
- Maúnlle
- Millarada (A Millarada).
- O Campo de Medado
- Orraca (A Orraca).
- Outeiro (O Outeiro).
- Paradela
- Pazos (O Pazo)
- Pereiro (O Pereiro)
- Portodoso (O Portodoso)
- Priorato (O Priorato)
- Refojo (O Refoxo)
- Revirente
- Saldante
- Salgueiras (As Salgueiras)
- Sanmir (Samir)
- Santabaya (Santa Baia)
- Silvoso
- Souto
- Táboas (As Táboas)
- Tapia (A Tapia)
- Toural (O Toural)
- Trijezo (Trixezo)
- Veiga
- Vilar da Fraga
- Vilariño
- Villamir
- Vista Alegre

## Despoblados
- Abruñedo (O Abruñedo).
- Corbeira (A Corveira).
- Niño (O Niño de Azor).

## Demografía
| Gráfica de evolución demográfica de Soandres entre 2000 y 2018 |
|                                                                |
| Población de derecho según el padrón municipal del INE         |